# 雷頓教授VS逆轉裁判
《雷頓教授VS逆轉裁判》是一款由LEVEL-5与卡普空共同制作的任天堂3DS跨界冒险益智游戏，结合雷頓教授系列与逆轉裁判系列的跨界作品。本作由Level-5發行，遊戲場景設計由巧舟負責。本作於2012年11月29日在日本發行，并在2013年8月宣布本作将于2014年在欧美市场发售。

## 遊戲內容
本作的劇情圍繞著雷頓教授、路克、成步堂龍一和綾里真宵四個角色，以及他們解開迷宮市謎團的過程。本作主要分為兩部份：解謎和審判。解謎部份是雷頓教授系列的遊戲元素，而審判部份則是逆轉裁判系列的遊戲元素。本作亦增設動畫，使之成為逆轉裁判系列首個擁有動畫的遊戲。

### 解謎
在解謎部份中，玩家可以自由探索周邊環境、與不同角色對話，並能檢查背景對象。這一部份的操作方式與《雷頓教授與奇蹟假面》類似。當玩家檢查某些背景對象或與某些角色對話時，便會出現謎題供玩家解開。解決這些謎題能賺取靈光點數，以用來解開隱藏內容。在解謎階段中，玩家亦能夠收集提示硬幣，以用來解除謎題的提示。

### 審判
在審判部份中，玩家需要控制成步堂龍一盤問證人，以為被告辯護。在盤問證人時，玩家可以選擇就證人的證詞進行威懾或舉證。威懾可令證人闡釋其之前的證詞，並有可能帶出新的證詞。舉證則可以對證人出示跟其證詞有矛盾的資料。在聽取證詞時，玩家需要找出證詞中的矛盾，並出示證物作出異議。當玩家出示錯誤的證物時，其生命條就會扣減。若生命條下跌至零，遊戲將會結束。此遊戲與其他逆轉裁判系列遊戲的不同之處，在於玩家需要同時盤問多個證人，並觀察證人之間的反應。在解謎部份中收集得來的提示硬幣亦可以在審判部份使用。

### 可下载内容
Level-5宣布将发行游戏的追加下载内容，包含巧舟创作的12章新剧情。主线剧情通关后章节解锁。可下载内容包含新谜题和库项目，自2012年12月12日起连续24周的每个周三发行，各种类型的可下载内容每周交替出现。
至于PAL地区，下载包将以同样方式提供，自游戏发行日期起公布新的章节，每周都会发布新的内容。截至9月份，在北美，下载包自游戏发售日起六个星期内定期发布。
下载包的故事线被认为是频频破裂的非主线第四面墙，事件发生在主线剧情的一年后，登场人物有雷顿教授、路克、成步堂和真宵，他们将重返「迷宮城」。

## 剧情概要
被一股神秘力量追赶的伦敦神秘少女瑪霍妮·卡達露西亚，寻求考古学家雷顿教授和他的徒弟路克·特雷顿的帮助。当瑪霍妮突然被吸走时，雷顿在调查中找到一本神秘的书，书把他和路克带到陌生的中世纪城市「迷宮城（Labyrinthia）」。与此同时，成步堂龙一和他的助手绫里真宵前往伦敦出庭辩护，因遇到同样的书被送到迷宮城。在那里，他们与雷顿教授和路克联手帮助瑪霍妮，並尋求及試圖解開迷宮城、及大魔女貝傑拉的謎。

## 登場人物
- 雷頓教授（エルシャール・レイトン）  配音員:大泉洋

異世界來的考古學教授。
- 路克少年（ルーク・トライトン） 配音員:堀北真希

自稱雷頓教授的第一弟子。特長是與動物對話。
- 成步堂龍一 （成歩堂 龍一） 配音員:成宮寬貴

充滿正義感的律師。成步堂法律事務所的所長。
- 綾里真宵（綾里 真宵）   配音員:桐谷美玲

靈媒師，成步堂龍一恩師綾里千尋的妹妹，目前為成步堂龍一的助手。
- 瑪霍妮·卡達露西亞（マホーネ・カタルーシア）  配音員:悠木碧

神秘少女，被指控為魔女，尋求雷頓教授的幫助及成步堂龍一的辯護。
- 吉肯·伯恩羅德領主（ジーケン・バーンロッド卿）  配音員:宮野真守

裁判魔女的檢察官。
- 喬多拉（ジョドーラ）  配音員:行成とあ

吉肯的上司暨檢察總長。
- 敍事者（ストーリーテラー）  配音員:廣瀨正志

迷宮市的支配者，其寫出的故事必然會成真，被市民們尊為創造主。

## 開發
此遊戲於2010年10月19日在Level-5 2010年展望新聞發布會上正式公佈。此遊戲的概念源自Level-5執行總裁日野晃博，而他隨後就和卡普空交涉關於此計劃的事宜。雷頓教授系列的製作者铃木纯指出日野晃博是逆轉裁判系列遊戲的支持者，而且他更曾要求铃木製作「與逆轉裁判水平看齊的遊戲」。開發此遊戲的概念令到逆轉裁判系列製作者巧舟感到十分驚喜。卡普空研究和開發組主管稻船敬二指出他八成肯定巧舟會反對這個想法。然而，日野晃博終究還是成功說服巧舟接受這項建議，並且獲巧舟允許成為此遊戲的主要劇本作者。而遊戲的動畫則是由動畫製作公司BONES製作。
稻船敬二指出兩間公司合作製作此遊戲時，均願意放棄遊戲角色的獨佔權。他亦指出他們有意「創造一段偉大的歷史，若任何一方不完全投入的話都會導致失敗的歷史」。日野晃博則認為兩個遊戲的支持者均希望看到雙方角色「一決高下」和「合作面對挑戰」。卡普空和Level-5均對遊戲作出了貢獻。卡普空主要負責遊戲的視覺設計，而Level-5則負責發佈遊戲。遊戲角色的設計則混合了兩個遊戲的設計模式，即逆轉裁判系列的詳細設計模式和雷頓教授系列的簡單設計模式。此遊戲在3DS上支援3D效果，使之成為逆轉裁判系列的首個3D遊戲。
於2010年东京电玩展前的一次日本商業雜誌《鑽石》訪問中，稻船敬二首次提及此遊戲。2010年9月25日，石井二郎在Twitter與史克威爾艾尼克斯的藤澤金對話時意外地提及此遊戲。這樣導致了人們誤以為Level-5正在開發一個逆轉裁判遊戲。石井二郎後來澄清說：「誤解似乎正在蔓延，所以我現在澄清自己其實正在集中開發《時光旅行者》」。就如其他雷頓教授系列遊戲一樣，雷頓教授和路克的配音工作皆由大泉洋和堀北真希負責。而成步堂龍一和綾里真宵的配音工作則是由在逆轉裁判電影中飾演主角的成宮寬貴和桐谷美玲負責。
此遊戲最先仅於日本發售。2011年7月，Level-5國際美國公司在Facebook上舉辦了一個投票，詢問他們對哪個僅限日本發售的遊戲最有興趣，結果顯示此遊戲最受歡迎。在此遊戲正式公佈前，卡普空已於2011年東京電玩展上暗示此遊戲的存在。記者亦因此開始關注此遊戲會否於西方發佈。日野晃博早前指出此遊戲將於2013年在北美及歐洲發佈，但後來Level-5又指出他們並無此計劃。不过最终在2013年8月，Level-5确认了本作将于2014年初登陆欧洲市场，并在晚些时候将登陆北美市场。

### 本地化
游戏原本被宣布仅在日本发行，卡普空衡量了社会是否要求游戏本地化在其他地区发售的利益。2011年7月，Level-5 International America Inc.在Facebook进行民意调查，询问玩家最感兴趣的仅在日本发行的Level-5游戏。《雷顿教授VS逆转裁判》最终获得最多的票数，超6000票。尽管官方尚未宣布游行将在日本海外发行，但卡普空在2011年东京电玩展发布的英文新闻稿已经暗示了很多。记者亦注意到游戏出现在西方国家的各种网上零售商店中，进一步表明日本海外的发布计划。Level-5CEO日野晃博早前曾表示，《雷顿教授VS逆转裁判》2013年将由其国际工作室在北美和欧洲发布。然而，Level-5最近期的声明表示，西方国家的发行尚未证实或公布。2013年法国日本博览会期间，被问到游戏的本地化进度时，日野晃博表示“正在制作中”，但当时他并没有讲太多。Level-5 International America Facebook主页随后在同一天发布了该信息。任天堂直面会2013年8月7日最终正式游戏将在美国和欧洲发行，发售日初定于2014年。

## 評價
《Fami通》給予本作35/40分。《连线》的克里斯·科勒則認為遊戲沒有善用作品交叉的特性，因為只有兩部作品的主角才被加入本作中，其他也是原創角色。但是，他仍然稱讚其遊戲機制和簡單的風格。

## 外部連結
- 官方网站 （日語）
- 官方网站 （英文）
- 《雷頓教授VS逆轉裁判》在視覺小說數據庫的頁面（英文）